# Långö
Långö este o arie protejată (arie specială de conservare — SAC, sit de importanță comunitară — SCI, arie de protecție specială avifaunistică — SPA) din Suedia întinsă pe o suprafață de 59,5 ha, integral pe uscat.

## Localizare
Centrul sitului Långö este situat la coordonatele 56°32′24″N 14°41′11″E / 56.5401°N 14.6863°E.

## Înființare
Situl Långö a fost declarat arie de protecție specială avifaunistică în decembrie 1996 pentru a proteja 4 specii de animale. Alte tipuri de protecție:
- sit de importanță comunitară (în ianuarie 1997)
- arie specială de conservare (în martie 2011)[1][3][4]

## Biodiversitate
Situată în ecoregiunea boreală, aria protejată conține 1 habitat natural: Taiga vestică.
La baza desemnării sitului se află mai multe specii protejate de  păsări (4): ciocănitoare neagră (Dryocopus martius), cufundar polar (Gavia arctica), vultur pescar (Pandion haliaetus), chiră de baltă (Sterna hirundo).